# 納國斯隆德的毀滅
在托爾金（J. R. R. Tolkien）奇幻小說的中土大陸裡，納國斯隆德的毀滅（Fall of Nargothrond）是貝爾蘭爆發的一場戰事。這場戰爭雖並非貝爾蘭的主要戰役，但也讓以隱匿低調著稱的納國斯隆德精靈王國走上毀滅之路。

## 淌哈拉德之戰
淌哈拉德之戰Battle of Tumhalad，是精靈王國納國斯隆德的最後一戰。戰鬥爆發於淌哈拉德原野，地點位於納羅格河和支流金理斯河之間。
伊甸人圖林·圖倫拔（在納國斯隆德被稱為摩米吉爾Mormegil，「黑劍」），胡林·沙理安之子，成為了納國斯隆德中最有影響力的將領。他促使國王歐洛隹斯Orodreth，放棄納國斯隆德一直以來，以埋伏、偷襲來對抗外敵的方法。納國斯隆德的精靈，選擇正面與魔苟斯的兵力對抗。
起初，圖林獲取不少勝利，收復了中、西部貝爾蘭的大片土地，趕走了半獸人及惡狼。圖林說服國王在納羅格河上建立大橋，以便軍隊出擊。這座大橋最終引致到納國斯隆德的毀滅。圖林的勝利對魔苟斯來說是微不足道，反而讓納國斯隆德暴露了她的位置，以及她的軍隊實力。
第一紀元495年，大量半獸人集結於西瑞安通道及威斯林山脈下。造船者瑟丹Círdan 派出信使，格勒米爾Gelmir 及阿爾米那斯Arminas 前來納國斯隆德，傳遞維拉、眾水主宰烏歐牟Ulmo的口信，建議納國斯隆德的精靈應該防守自己的要塞、擊斷納羅格河上的大橋，而非正面與敵人對抗。 圖林拒絕聽從警告，而他以往取得的勝利，令到歐洛隹斯亦支持圖林。
同年秋天，格勞龍率領大量半獸人進軍，牠玷污了艾佛林泉Eithel Ivrin，及焚燒位於納羅格河及泰格林河間的「監視平原」迪能平原Talath Ninen。圖林及及納國斯隆德大軍北進，迎戰敵人。精靈軍隊人數遠遜於敵方，加上毫無方法阻止格勞龍 ，精靈們向西撤退。雙方決戰於淌哈拉德原野Tumhalad 上，精靈軍隊被困，大部份精靈均被殺害，包括國王歐洛隹斯。圖林救走身受重傷的葛溫多Gwindor，葛溫多勸說他去拯救芬朵菈絲Finduilas 後死亡。圖林帶領少量殘兵回救納國斯隆德。

## 納國斯隆德被掠奪
掠奪納國斯隆德（Sack of Nargothrond），由格勞龍和牠的部隊發動，發生於第一紀元495年。精靈王國、要塞納國斯隆德在此戰中被魔苟斯大軍摧毀。 
納國斯隆德大軍戰敗於淌哈拉德原野後，格勞龍於冬天來到時，進軍納國斯隆德要塞。當時納國斯隆德並未知道大軍戰敗，遭到突然襲擊。納羅格河上的大橋，被證明是極為錯誤的策略。一直以來，魔苟斯不能找到納國斯隆德要塞，但因為大橋而令敵軍得以避過納羅格河這一天險 。
留守人員試圖擊斷大橋，但因為建造堅固，結果被敵軍佔領，並用以渡河。 格勞龍噴火摧毀費拉剛的大門，將它們擊倒。半獸人攻入要塞內，殺死反抗的守軍、洗劫及破壞所有廳堂，並準備將殘存的俘虜（包括歐洛隹斯之女芬朵菈絲）帶回安格班作奴隸。
圖林來得太遲 ，納國斯隆德已被攻陷，並遭到洗劫。他迎上格勞龍的視線，結果因而落入魔法之中，並看著俘虜被帶回北方。格勞龍釋放了圖林，因為牠知道詛咒會到圖林上。格勞龍把仍在劫掠的半獸人趕走，不准牠們帶走任何財寶，並擊垮了納羅格河上的大橋 ，把財寶收在費拉剛最深的廳堂中 ，宣稱自己為納國斯隆德的龍王。納國斯隆德自此滅亡。

## 後果
隱匿的精靈王國納國斯隆德自此滅亡，仍然抵抗魔苟斯的精靈國度，只剩下多瑞亞斯、貢多林兩個而已。在納國斯隆德被俘的精靈，被押回北方安格班。押送俘虜的半獸人於泰格林渡口被貝西爾森林的伊甸人伏擊，牠們受到襲擊時，將所有俘虜一律處死，芬朵菈絲亦同樣被殺。一些逃離劫掠的精靈，來到多瑞亞斯尋求庇護。
圖林被釋放後，受到格勞龍魔咒影響下，他前往多爾露明尋找莫玟及妮諾爾，結果只發現她們已經一早逃往多瑞亞斯。圖林前往拯救芬朵菈絲，最終來到貝西爾森林，知道她被殺。此後，他留在貝西爾之中，並於3年後殺死格勞龍，但發現他娶了自己從未見過的妹妹，妮諾爾，結果自殺而死。
格勞龍在攻下納國斯隆德後，以此地為巢穴。之後多瑞亞斯大將梅博隆，帶領莫玟及妮諾爾等人尋找圖林，來到納國斯隆德的廢墟。妮諾爾及莫玟失蹤，妮諾爾因為格勞龍的魔咒而失憶，並流落到貝西爾，被不知內情的兄長圖林所娶。格勞龍死後，小矮人密姆宣佈擁有納國斯隆德，之後胡林來到納國斯隆德，殺死了密姆，並取去留在此地的芬羅德的項鍊諾格萊迷爾。納國斯隆德自此荒廢，隨貝爾蘭大陸沉沒於海中。